# Pucusana

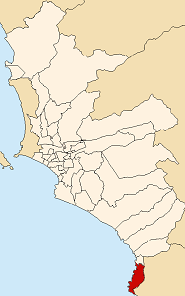
Pucusana in Province de Lima

Le district de Pucusana est l'un des 43 districts de la province de Lima au Pérou dont la superficie est d'environ 37,83 km² et compte plus de 9 231 habitants. Sa création remonte au 22 janvier 1943. 
Le district de Pucusana est limité au nord par le district de Santa María del Mar, à l'est par la province de Cañete, au sud et à l'ouest avec l'Océan Pacifique.

## Liens externes

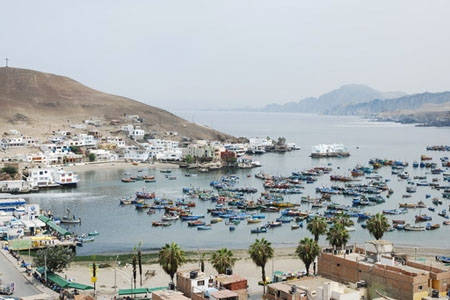
Pucusana